# 村田敦
村田 敦（むらた あつし、1983年5月28日 - ）は、東京都出身の競艇選手。登録番号4211。身長163cm。血液型O型。91期。東京支部所属。同期に山口剛、川上剛、長嶋万記らがいる。

## 来歴
- やまと競艇学校時代、リーグ戦勝率6.25（準優出5　優出2　優勝1）の成績を残した。
- 2002年11月7日、多摩川競艇場でデビュー（4着）。
- 2003年1月20日、多摩川競艇場での一般競走3日目1Rで初勝利（37走目）。
- 2005年12月5日、平和島競艇場での「第5回JLC杯」で初優出（3着）。
- 2010年5月24日、蒲郡競艇場での「ビクトリーチャンネル杯」で初優勝（優出6回目）。